# Bobonaro (Verwaltungsamt)
| \| \| |
|       |

|  |

Bobonaro ist ein osttimoresisches Verwaltungsamt (portugiesisch Posto Administrativo) in der Gemeinde Bobonaro. Verwaltungssitz ist Bobonaro.

## Geographie

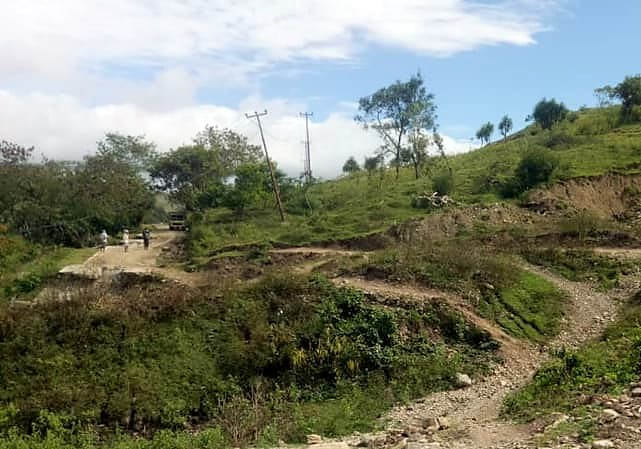
Im Suco Ai-Assa

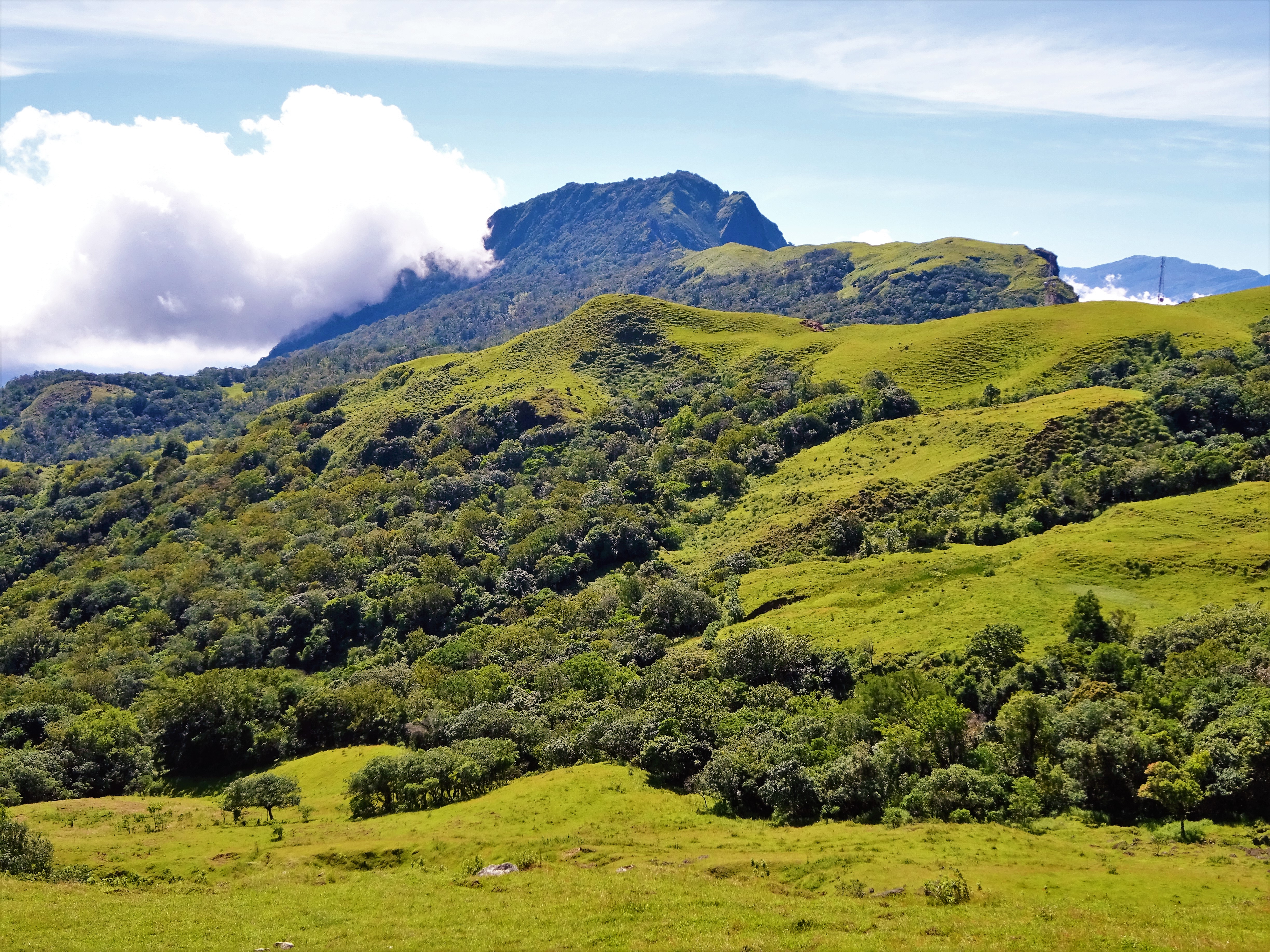
Der Berg Tapo

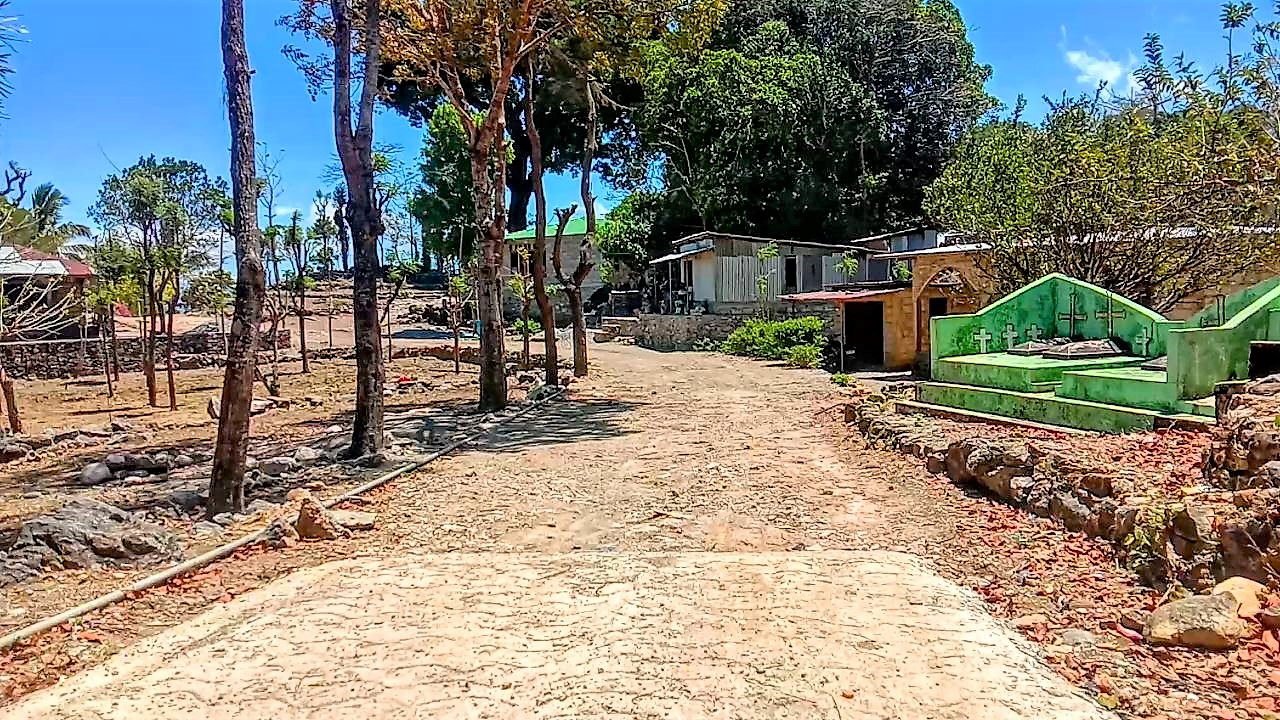
Im Suco Ilat-Laun

Bis 2014 wurden die Verwaltungsämter noch als Subdistrikte bezeichnet.
Das Verwaltungsamt Bobonaro liegt im Südosten der gleichnamigen Gemeinde. Nordwestlich liegen die Verwaltungsämter Maliana und Cailaco, im Südwesten das Verwaltungsamt Lolotoe, im Südosten die Gemeinde Cova Lima, im Osten die Gemeinde Ainaro und im Norden die Gemeinde Ermera.
Im Verwaltungsamt Bobonaro entspringt der Fluss Loumea und mehrere seiner Nebenflüsse. Er fließt nach Süden in Richtung Timorsee ab. Andere Flüsse aus dem Norden des Verwaltungsamts fließen nach Norden und bilden den Marobo. Er ist ein Nebenfluss des Lóis, dem größten Flusssystem der Insel Timor.
Im Westen, im Suco Leber, liegt der Tapo (auch Leohito), mit 1934 m der höchste Berg im Hinterland der Gemeinde Bobonaro. Im Suco Colimau, an der Ostgrenze zu Ainaro, reichen die Berge über 2000 m. Spitze ist der Foho Bacusaga (2218 m), direkt an der Grenze zur Nachbargemeinde. Im Nordosten des Sucos Leber befindet sich der Berg Leber (1403 m).
Bobonaro hat eine Fläche von 212,50 km² und teilt sich in 18 Sucos: Ai-Assa, Atu-Aben (Atu Aben), Bobonaro, Carabau, Colimau, Cota Bo’ot (Cotabot), Ilat-Laun (Ilatalaun), Leber, Lour, Lourba, Maliubu (Male-Ubu), Malilait, Molop, Oeleo (Oe-Leu, Oeleu), Sibuni, Soileco (Soi Leco, Soilesu), Tapo und Tebabui.

Klimadaten
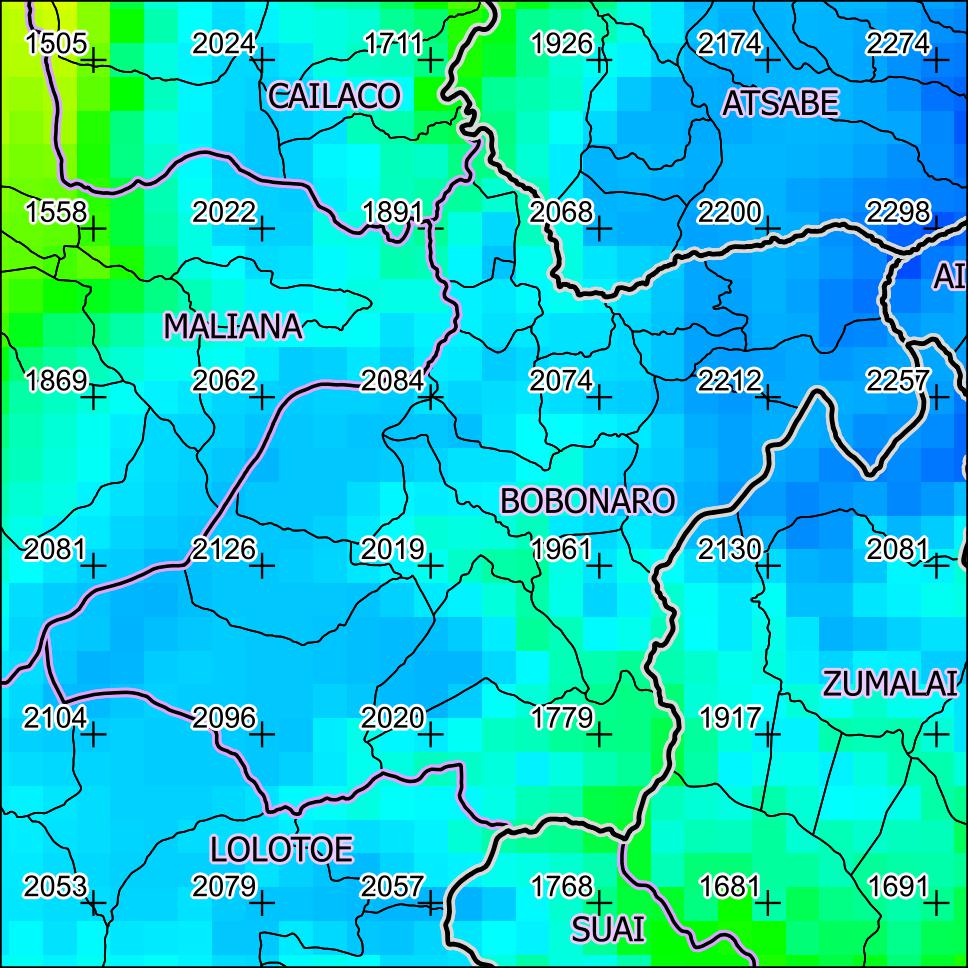
Jährliche Niederschlagsmenge (2000)
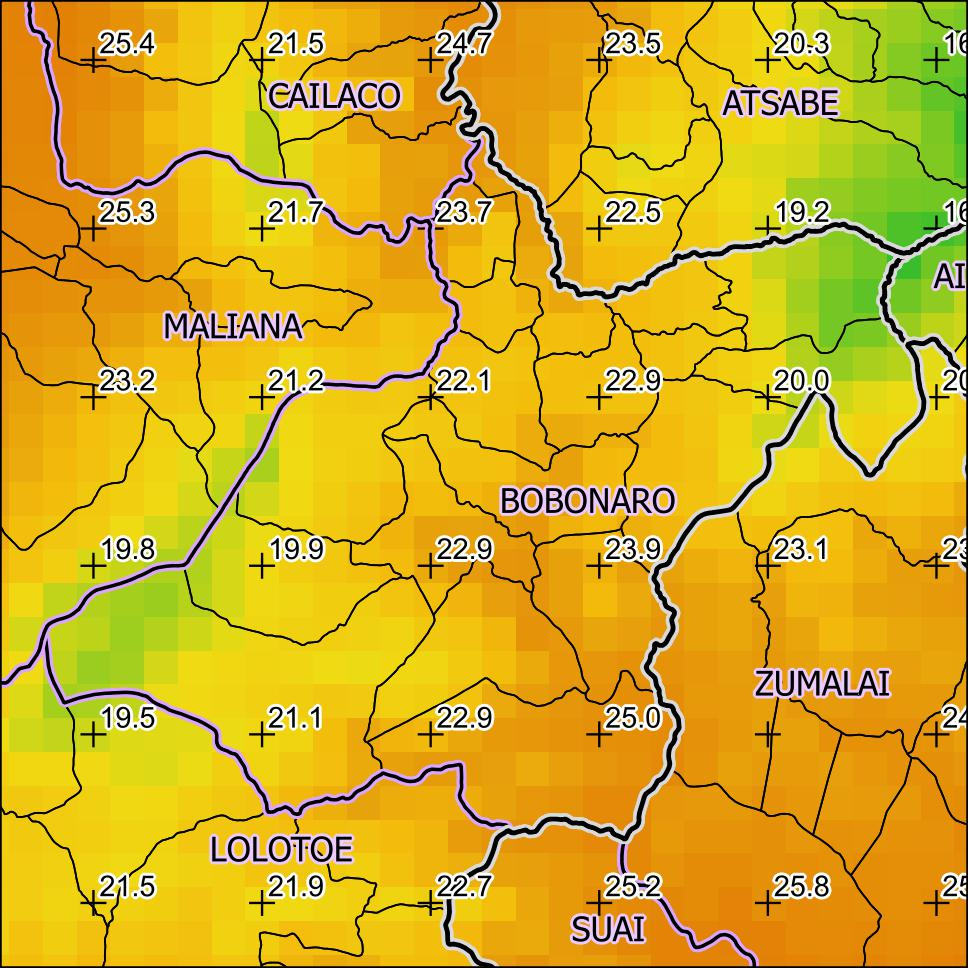
Jahresdurchschnitts-temperatur (2000)

## Einwohner

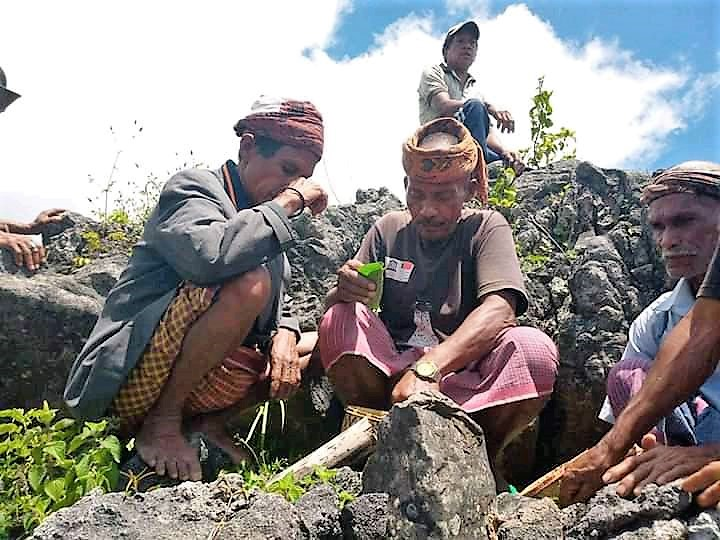
Ritual am Foho Ilat-Laun

In Bobonaro leben 25.374 Menschen (2022), davon sind 12.586 Männer und 12.788 Frauen. Im Verwaltungsamt gibt es 4.605 Haushalte. Der Altersdurchschnitt beträgt 18,6 Jahre (2010, 2004: 18,2 Jahre). Er ist eines der Zentren der Nationalsprache Bunak in Osttimor. Ihre Sprecher bilden die größte Sprachgruppe im Verwaltungsamt. Auch die Nationalsprache Kemak wird gesprochen. In Marobo (Marabo) haben sich die Kemak über Generationen mit der benachbarten Ethnie der Bunak vermischt, weswegen es kulturelle Unterschiede zwischen den Kemak von Marobo und dem benachbarten Atsabe gibt. Die französische Anthropologin Brigitte Renard-Clamagirand studierte zwischen 1966 und 1970 die hiesige Kultur.
Als Zweitsprache ist die Amtssprache Tetum weit verbreitet. Bahasa Indonesia wurde während der Besatzungszeit verwendet, die Älteren sprechen noch Portugiesisch. Dieses wird auch in den Schulen unterrichtet.

## Geschichte

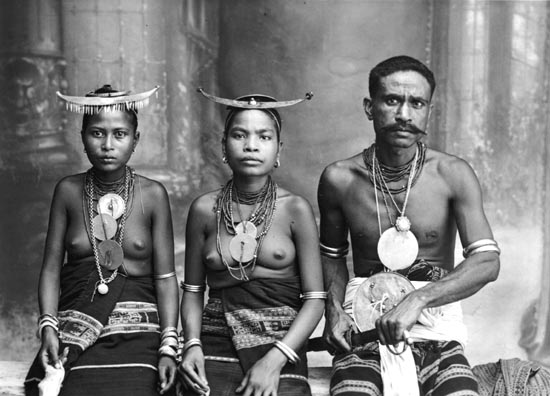
Bunak aus Bobonaro in Festtagskleidung, Álbum Fontoura, vor 1940

Die Marobo-Kemak hatten im Norden Bobonaros ein kleines Reich, das unter der Vorherrschaft des Reiches von Atsabe stand, an dessen Peripherie es lag. Gouverneur José Celestino da Silva führte im März 1895 eine Offensive gegen Marobo und Obulo, um sie endgültig für Portugal zu unterwerfen.
Bereits im 17. Jahrhundert errichteten die Portugiesen in Bobonaro einen Stützpunkt, der im 20. Jahrhundert von einer Einheit der Kavallerie übernommen wurde. Bobonaro wurde Hauptort des damaligen Kreises Fronteira (deutsch Grenze) und später des Kreises Bobonaro, bevor Maliana diese Rolle übernahm.
1942 operierten in der Region alliierte Truppen in der Schlacht um Timor, im Kampf gegen die Japaner. Am 10. August 1942 bombardierten die Japaner Bobonaro, wo die Australier das Hauptquartier der alliierten Kräfte errichtet hatten. Daraufhin zogen die Alliierten ab und kurz darauf kontrollierte Japan das Gebiet. Später bombardierten auch die Australier Bobonaro. Unter anderem wurde das 200 Jahre alte Fort zerstört.
Nach dem Zweiten Weltkrieg war die 5. Kavallerieschwadron (ECAV 5) der Portugiesen in Bobonaro stationiert. Im Dezember 1974 wurde sie mit der aufgelösten 6. Kavallerieschwadron aus Atabae zur Kavalleriegruppe Fronteira zusammengelegt. Bis zum Ende der portugiesischen Herrschaft auf Timor blieb sie in Bobonaro stationiert.

Das Fort von Bobonaro Dezember 1945
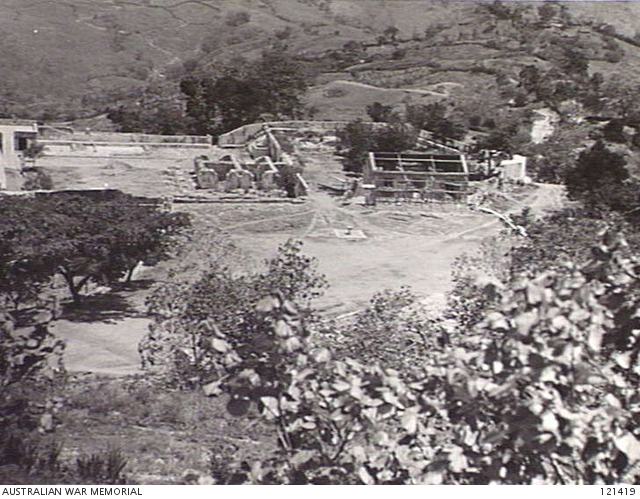
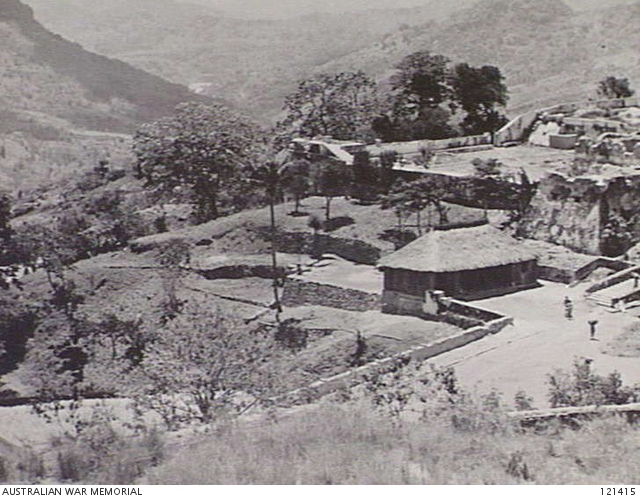
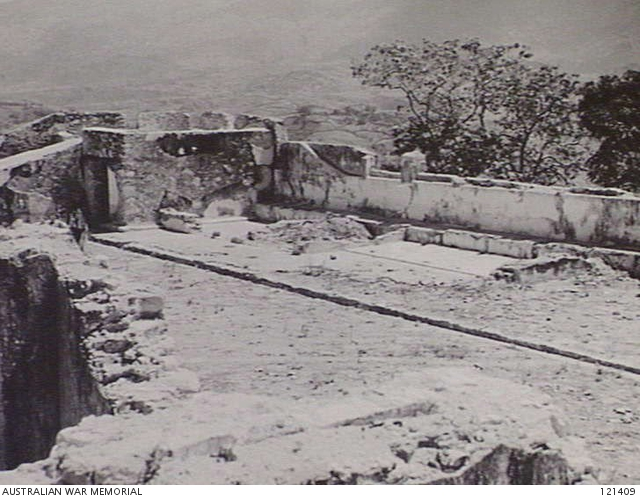
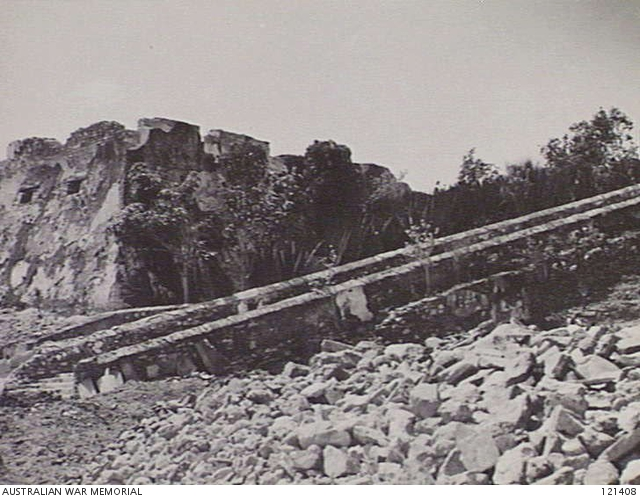

Im Januar 1976 begannen indonesische Streitkräfte mit der Besetzung des damaligen Subdistrikts von Bobonaro. Bewohner von Ai-Assa und Malilait berichten, dass Angriffe von Bodentruppen und Lufteinheiten die Zivilisten mehrmals zur Flucht zwangen. Viele starben durch Verwundungen, Krankheiten und Hunger. 1979 gaben die Dorfbewohner auf und ergaben sich den indonesischen Truppen.
Zwischen den Sucos von Tapo, Oeleo und Leber kam es in der Vergangenheit wiederholt zu gewalttätigen Konflikten, wobei auch die überregionalen Konflikte zwischen 1975 und 1999 ebenfalls mit einwirkten und zu Kämpfen und Vertreibungen führten. So war in diesen Sucos 1999 die pro-indonesische Miliz Dadarus Merah Putih aus Ritabou aktiv.

## Politik

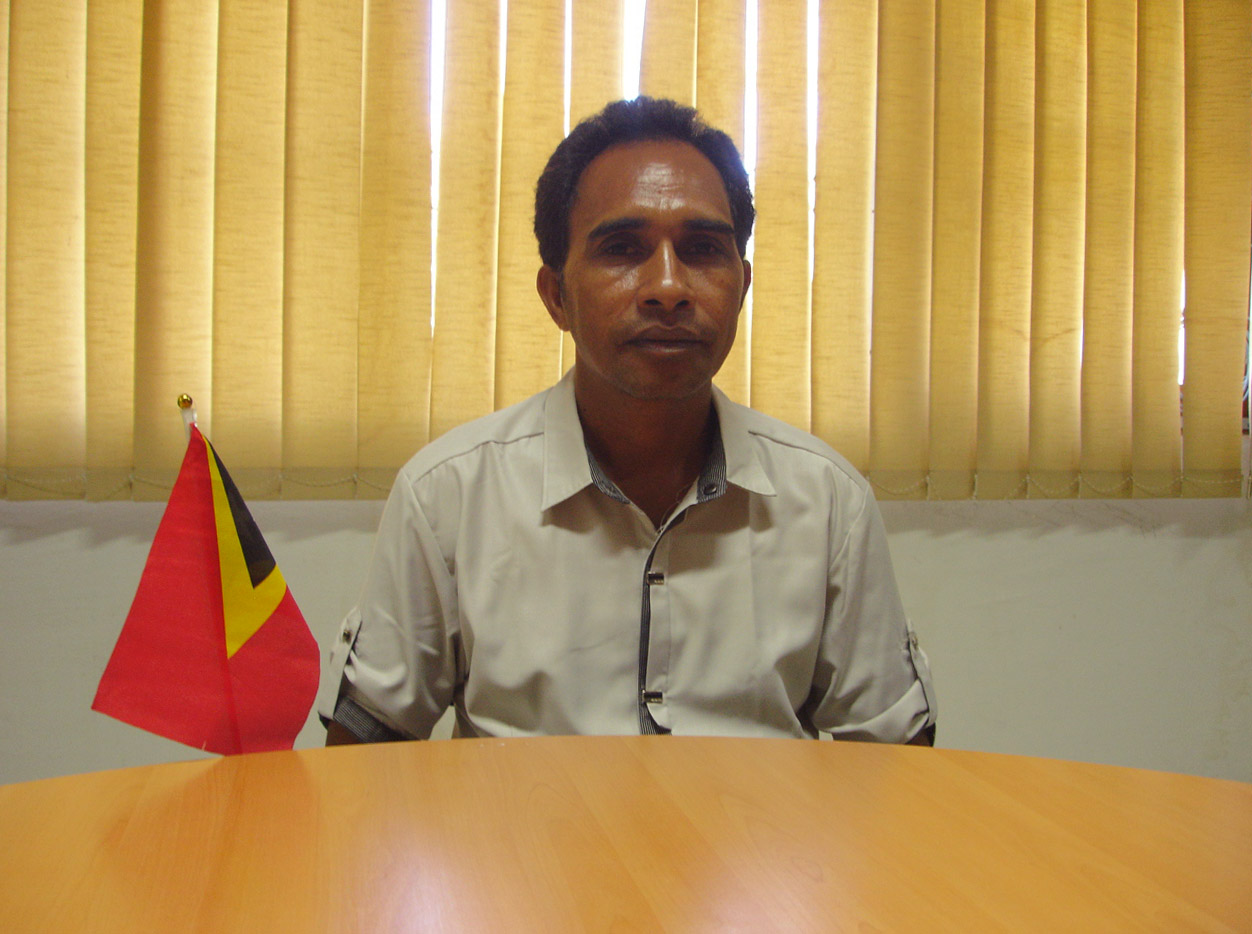
Administrator Domingos Leto Lelo (2013)

Der Administrator des Verwaltungsamts wird von der Zentralregierung in Dili ernannt. 2015 war dies Domingos Leto Lelo und 2016 Rui Bere Mau Barros. 2021 wurde Juvinal Leto Mau dos Santos zum Administrator ernannt. Am 29. Januar 2024 wurde Thomas Barreto Henriques zum Administrator ernannt.

## Wirtschaft
71 % der Haushalte bauen Mais an, 69 % Maniok, 61 % Kokosnüsse, 56 % Gemüse, 45 % Kaffee und 10 % Reis.
Während der portugiesischen Kolonialzeit entstand im Suco Ilat-Laun ein Bad mit heißen Quellen, die Termas do Marobo. Das Schwimmbecken, das von der heißen Quelle gespeist wird, existiert noch heute und ist heute eine touristische Sehenswürdigkeit.

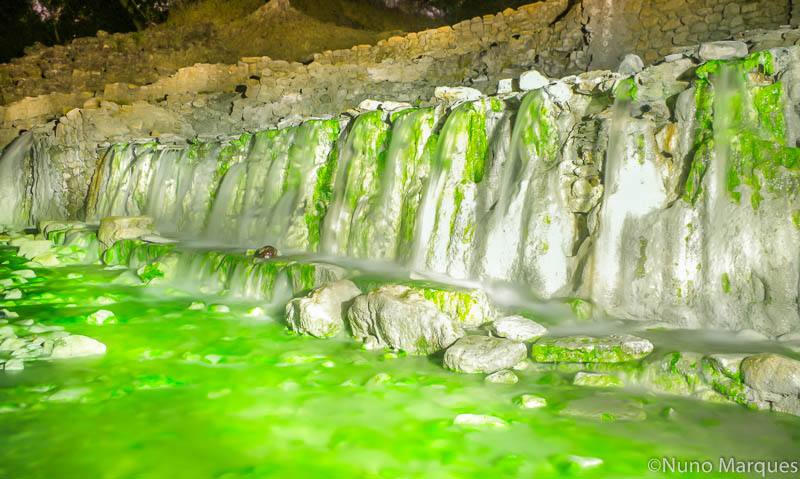
Termas do Marobo (2014)
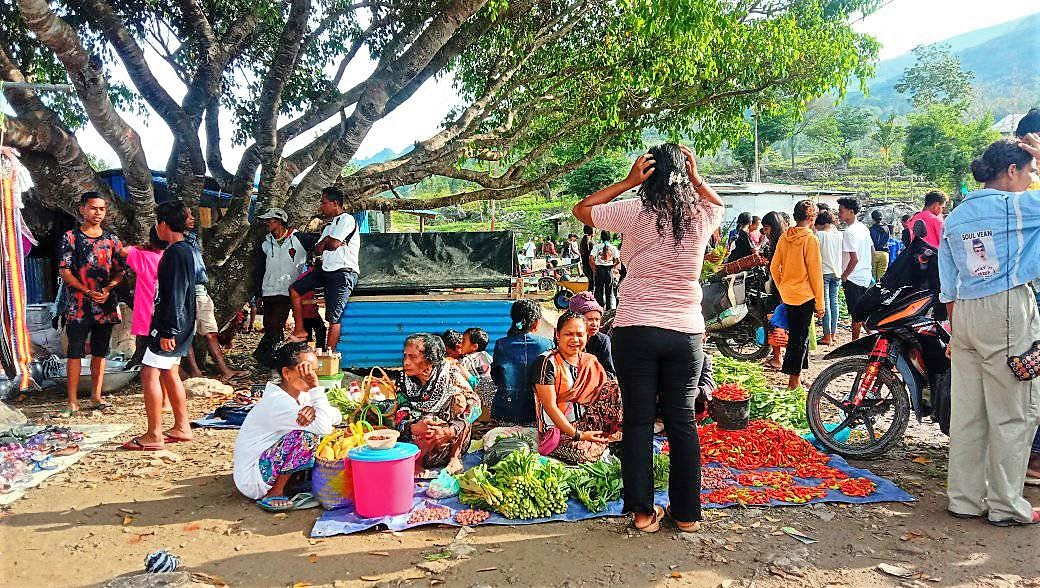
Markt von Hauba, Suco Maliubu (2022)

## Persönlichkeiten
- Ernesto de Oliveira Barreto, (* 1955), Beamter
- Domingas dos Santos (* 1959), Politikerin
- Maria Tapó († 1975), Unabhängigkeitskämpferin